# تیزانیدین
تیزانیدین هیدروکلراید (به انگلیسی: Tizanidine) (نام‌های تجاری شامل Zanaflex, Sirdalud و غیره) یک آگونیست آلفا۲ آدرنرژیک مرکزی است. تیزانیدین برای کمک به شل شدن ماهیچه‌های خاصی در بدن استفاده می‌شود. این دارو سبب بهبود اسپاسم، کرامپ و گرفتگی ماهیچه‌ها بر اثر مشکلات پزشکی، مانند مولتیپل اسکلروزیس یا صدمات خاص به ستون مهره‌ها می‌شود. تیزانیدین این مشکلات را درمان نمی‌کند، اما ممکن است موقتاً اسپاسم ماهیچه‌ای را تسکین ببخشد. تیزانیدین به‌وسیلهٔ اثر شل‌کنندهٔ ماهیچه‌ای خود بر دستگاه عصبی مرکزی (CNS) عمل می‌کند.

## عوارض جانبی
عوارض جانبی عبارت‌اند از سرگیجه، خواب‌آلودگی، ضعف، نگرانی، توهم، افسردگی، استفراغ، خشکی دهان، یبوست، اسهال، درد معده، سوزش سر دل، افزایش اسپاسم ماهیچه‌ای، درد پشت، بثورات، عرق کردن و احساس سوزش در بازوها، پاها و دست‌ها.

## نحوهٔ مصرف
تیزانیدین تنها به صورت قرص‌های ۲ و ۴ میلی‌گرم و کپسول ۲، ۴ و ۶ میلی‌گرمی تولید می‌شود که به‌صورت خوراکی مصرف می‌شود. این دارو را می‌توان بعد از غذا یا با معدهٔ خالی مصرف کرد اما بهتر است همیشه سر ساعت مصرف شود. تیزانیدین معمولاً به‌صورت سه بار در روز (هر ۸ ساعت) استفاده می‌شود. دوز صحیح بهتر است توسط پزشک تعیین شود. (معمولا دوز هر وعده در ابتدا ۲ میلی‌گرم است اما به تدریج ممکن است به ۱۲ میلی‌گرم برسد)